# Raczki (Podlachië)

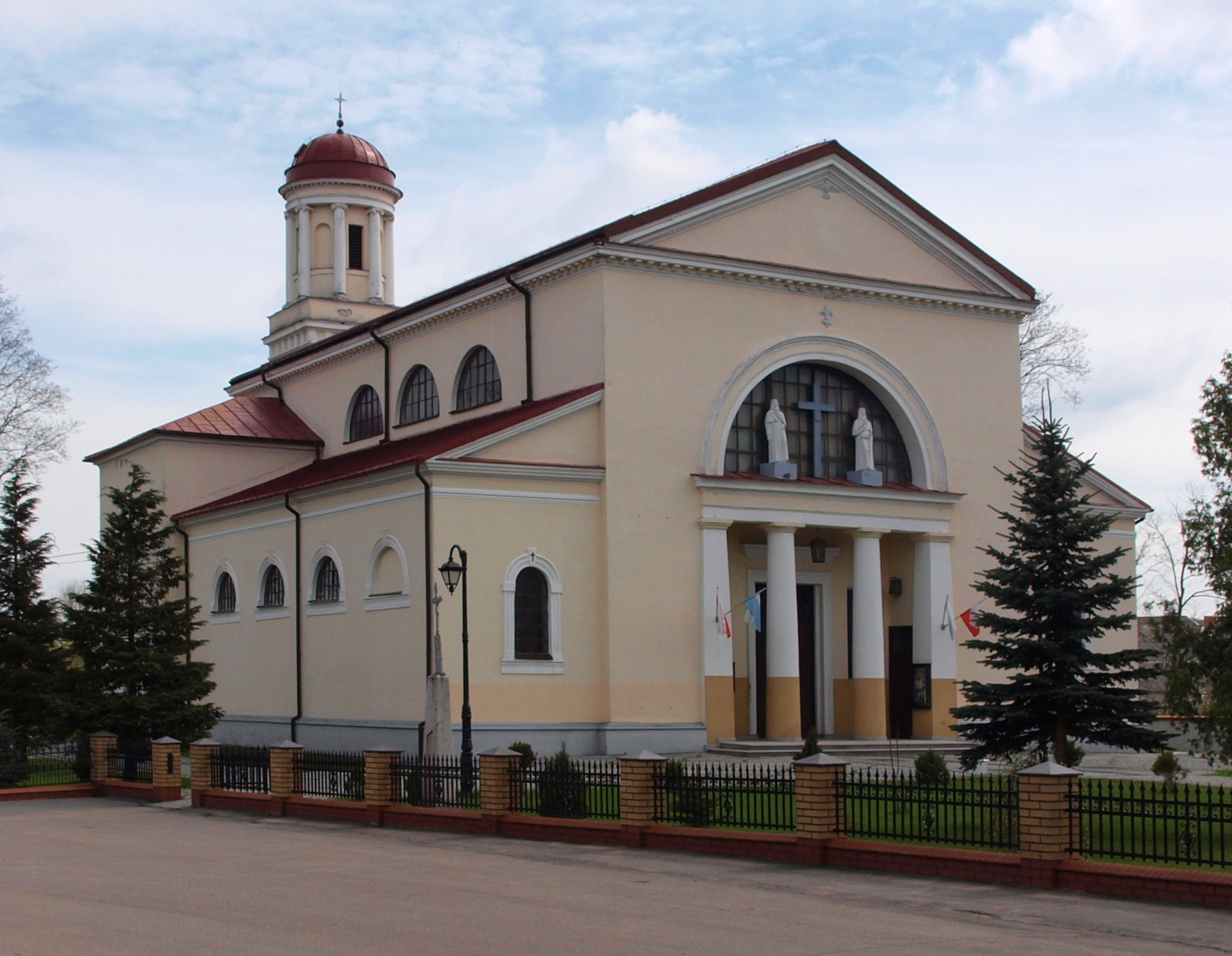
Kerk van de Heilige Drievuldigheid in Raczki

Raczki (Litouws: Račkos) is een dorp in het Poolse woiwodschap Podlachië, in het district Suwalski. De plaats maakt deel uit van de gemeente Raczki en telt 2100 inwoners.